# 일본국유철도
일본국유철도(일본어: 日本国有鉄道 니혼코쿠유테쓰도[*], Japanese National Railways)는 일본의 국유 철도를 운영하던 일본 국토교통성 산하의 공기업이었다. 약칭은 국철(일본어: 国鉄 고쿠테쓰[*])이며, 영문 약칭은 JNR로 1987년 4월 1일에 민영화한, 현재 JR 그룹 각 회사의 전신이기도 하다.

## 개요

1964년에 개업한 도카이도 신칸센.

일본국유철도는 국영 사업으로 일본 운수성 철도 총국이 관리해 온 일본의 국영 철도 산업을 물려받아, 독립채산재 구조로 경영하기 위하여 1949년 6월 1일 발족한 일본의 공기업이다. 민영화되기 하루 전인 1987년 3월 31일 시점에서, 신칸센과 재래선을 합쳐 총 연장 19,639 km의 철도 노선을 소유하고 있었으며, 30개국의 철도 관리국과 총국을 운영했다. 이 밖에 철도와 관련된 선박 사업 (항로 총 연장 132 km), 버스 산업 (노선 총 연장 11,739 km) 등을 경영해 왔다.
최고 책임자인 총재는 내각이 임명하였으며, 임기는 4년이었다. 그리고 총재에 버금가는 부총재는 운수대신의 인가를 받아 총재가 임명하였으며, 부총재의 임기도 4년이었다. 또한 기술 부문에서 총재를 보좌하는 기술 책임자 (技師長 기사장[*])를 두었다. 이 밖의 임원으로 임기 3년의 이사 (최소 11명에서 17명까지)를 두었으며, 이 중 일본국유철도 재직자 출신의 이사는 "상무이사"로 불렸다. 일본국유철도의 중요한 결정은 일반 기업의 임원회에 상당하는 "이사회"에서 내렸다.
본사는 도쿄도 지요다구 마루노우치잇초메의 국철 본사 빌딩 (지금의 마루노우치 오아조)에 있었다. 본관은 구 철도성 청사로, 민영화 이후에는 운수성이 잠시 동안 사용했다. 국철 본사 빌딩은 1997년까지 동일본 여객철도가 사용하기도 했다.

## 공기업 일본국유철도

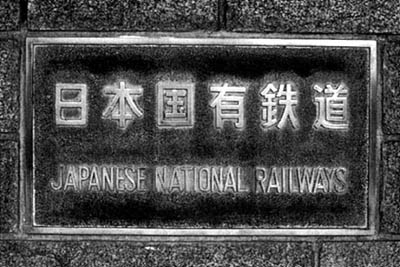
일본국유철도 현판

태평양 전쟁 이후인 1947년 1월부터 4월까지는 급행열차와 2등열차가 모두 폐지되는 최악의 사태를 맞은 일본 철도였지만, 같은 해 6월부터는 점차 복구가 시작되었다. 그러나 국유철도의 재정은 인플레이션까지 더해진데다 해외귀환자들의 고용 등으로 인하여 극도로 악화되었고, 1948년 7월 22일에는 연합군 최고사령부로부터 국가의 전매 사업이나 국유철도 등의 사업에서 국가 공무원을 배제하고, 사업 운영을 위한 공기업의 설치를 요구하였다. 곧 11월 30일에는 〈일본국유철도법〉이 국회를 통과했고, 1949년 6월 1일에는 공공기업체 일본국유철도가 발족하게 되었다.
국철은 1960년대까지 일본 내의 여객과 화물 수송의 주축을 담당했지만, 1970년대 이후 정치가에 의해 해당 지역구의 과소 지역에 신선 건설을 요구당했고, 도로나 항공 운송의 증가, 일본 내 광업의 쇠퇴 등이 겹쳐 불채산노선이 증가하였다. 게다가 노사관계 악화로 인한 파업 등 노동 쟁의가 빈번해졌고, 1973년의 오일 쇼크와 이후의 불황 등으로 막대한 누적 적자를 안게되었다. 국철은 처음으로 적자를 기록한 1964년 이후 한번도 흑자를 기록하지 못하는 지경이었다. 그 틈을 타, 프랑스 테제베는 신칸센보다 50 km/h 더 빠른 270 km/h로 달리게 되었고 적자에 시달리던 국철은 결국 속도 경쟁력을 잃게 되었다.
경영 개선을 위해 1987년 4월 1일에는 철도사업을 주식회사(JR 그룹)로 이관토록 하였고, 국철의 재무 처리는 일본국유철도 청산사업단이 담당하게 되었다.
국철의 장기 채무의 6할 정도는 일본국유철도 청산사업단이 계승하여 필요하지 않게 된 용지나 JR 주식의 매각 등을 통해 상환하도록 계획하였다. 그러나 거액의 채무에 대한 금리는 부담이 되었고, 버블 경제의 붕괴로 인한 불황으로 인해 토지 매각이 실패하는 경우가 많아 채무 축소는커녕, 채무가 오히려 증가하게 되었다. 상환 불능이 된 채무의 거의 대부분은 국가의 재정이 담당하게 되었고, 사업단은 1998년에 해산했다. 사업단 업무의 일부는 일본철도건설공단(현재의 철도 건설·운수 시설 정비 지원 기구) 내의 국철 청산 사업본부가 담당하고 있다.
민영화 이후 20여 년이 흘렀지만, 2007년 현재도 일정 연령 이상의 사람들은 JR을 국철이라고 하는 경우가 있다. 또한 JR 서일본·JR 시코쿠의 차량에는 아직도 ‘일본국유철도’의 명판이 남아있다. JR 홋카이도나 JR 시코쿠의 차량 일부의 선풍기에는 상당수가 중앙에 ‘JNR’의 로고가 남아있을 정도다. 게다가 JR이 현재는 국철이 아님에도 불구하고, JR과 사철을 구분하는 사람이 많다.

## 관련 사업·시설

### 자동차 사업(국철 버스)
주로 국철 계획선의 선행·연락·보완을 내걸고 출범하여, 버스 사업 및 화물 자동차 사업을 행하고 있었다. 국철 버스의 사업은 민영화 당시에는 각 회사 직영의 버스 사업으로 다시 출범하였으나, 지금은 모두 자회사로 되어있다.

### 선박 사업
바다를 사이에 둔 노선을 연결하기 위해, 철도연락선을 운항하고 있었다. 분할 민영화 이전의 니호리(仁堀)·오시마(大島)의 2개 항로는 폐지되었지만, 존치된 세이칸·우코·미야지마의 3개 항로는 각각 JR 홋카이도·JR 시코쿠·JR 서일본으로 이관되었다. 그러나 세이칸 연락선은 쓰가루 해협선(세이칸 터널)의 개업으로, 우코 연락선은 혼시비산 선(세토 대교)의 개업으로 폐지되었다.

### 철도 병원
다이쇼 시대부터 국철 직원을 대상으로 하는 철도 병원이 순차적으로 개설되었다. 일본국유철도가 발족한 뒤에는 국철이 관할하는 병원이 되었고, 1982년부터 1987년까지는 보험의료기관으로 지정되어 국철 직원 외에 일반 환자도 대상으로 하게 되었다. 민영화 이후에는 폐지되거나 JR 각 사로 이관되기도 하였다.

## 역대 총재
| 대수 | 이름              | 재임 기간                         | 비고                                                |
| ---- | ----------------- | --------------------------------- | --------------------------------------------------- |
| 1    | 시모야마 사다노리 | 1949년 6월 1일 ~ 1949년 7월 6일   | 시모야마 사건으로 사망                              |
| 2    | 가가야마 유키오   | 1949년 9월 24일 ~ 1951년 8월 24일 | 사쿠라기초 사고의 책임을 지고 물러남                |
| 3    | 나가사키 소노스케 | 1951년 8월 25일 ~ 1955년 5월 13일 | 시운마루 사고의 책임을 지고 물러남                  |
| 4    | 소고 신지         | 1955년 5월 14일 ~ 1963년 5월 19일 | 도카이도 신칸센 건설 비용 문제에 휘말려 물러남      |
| 5    | 이시다 레이스케   | 1963년 5월 20일 ~ 1969년 5월 26일 | 고령으로 정년 퇴직과 동시에 물러남                  |
| 6    | 이소자키 사토시   | 1969년 5월 27일 ~ 1973년 9월 21일 | 생산성 향상 운동 이후에 일어난 혼란에 휘말려 물러남 |
| 7    | 후지이 마쓰타로   | 1973년 9월 22일 ~ 1976년 3월 5일  | 파업권 요구 운동에 휘말려 물러남                    |
| 8    | 다카기 후미오     | 1976년 3월 6일 ~ 1983년 12월 1일  | 국철 재건 과정에서 정부와의 마찰로 물러남           |
| 9    | 니스기 이와오     | 1983년 12월 2일 ~ 1985년 6월 24일 | 재건안에서 생긴 문제로 물러남                       |
| 10   | 스기우라 다카야   | 1985년 6월 25일 ~ 1987년 3월 31일 | 운수성에서 임명한 마지막 총재                       |

## 같이 보기
- 국철 청산사업단
- JR
- 국철 버스(JR 버스)